# Oecismus
Oecismus is een geslacht van schietmotten trong họ Sericostomatidae. Loài đặc trưng là Oecismus mucidus.

## Các loài
Các loài trong chi này gồm:
- Oecismus kazdagensis
- Oecismus monedula
- Oecismus mucidus
- Oecismus tjederi